# Mamonovo
Mamonovo (russisk: Мамоново; tr. Mamónovo), indtil 1946 kendt som Heiligenbeil (tysk: Heiligenbeil; polsk: Świętomiejsce eller Święta Siekierka; litauisk: Šventapilė), er en by i Rusland. Byen ligger i Kaliningrad oblast, der er en russisk eksklave mellem Polen og Litauen. 
Mamonovo ligger tæt ved strandsøen Wisłabugten (tysk: Frisches Haff), ca. 50 kilometer sydvest for byen Kaliningrad og tæt på grænsen til Polen. Byen har et indbyggertal på 8.295 (2023) indbyggere. Den blev grundlagt i 1301  under navnet Heiligenstadt.